# Créa-théâtre
 (août 2022).
Le Créa-Théâtre est une compagnie de théâtre de marionnettes, principalement destiné à la jeunesse, installé à Tournai en Belgique.
Fondé en 1978 par Dominique Grosjean et Francis Houtteman, Créa-Théâtre a réalisé plus de 50 spectacles. En plus d'imaginer des spectacles et de les présenter, il s'est toujours occupé de faire participer son public, le faire réfléchir en organisant des animations-débats mais également des expositions vivantes.
Le Créa-Théâtre propose également des formations aussi bien à des stagiaires en Communauté française de Belgique qu'à des participants d'autres pays. Il coopère aussi avec d'autres compagnies théâtrales. Pour réaliser de tels objectifs, les marionnettistes tournaisiens n'ont jamais hésité à employer tous les moyens d'expression contemporains, par exemple, la télévision, qui permet de faire connaître les Arts de la marionnette auprès du public de leur région, de la communauté française et de l'étranger. Aujourd'hui, le Créa-Théâtre est intégré comme cellule de création dans le Centre de la Marionnette de la communauté française de Belgique et sa directrice est Françoise Flabat.

## Du théâtre à la marionnette
Le théâtre pour la jeunesse se tourne toujours, tôt ou tard, vers la marionnette. Car, comme le dit si bien Dalibor Foretic : « L'espace de la marionnette, c'est le théâtre. Dès qu'elle entre en contact avec l'homme, elle crée le théâtre. Et cela vaut aussi bien pour l'enfant qui joue avec elle, que pour la marionnette qui s'en sert pour représenter »[citation nécessaire]. La marionnette est une rencontre de la matière et de l'esprit.

## Croiser la réalité
La création du Créa-Théâtre, c’est avant tout un engagement personnel, une envie de parler quand beaucoup se taisent, ou encore, un besoin d'agir quand beaucoup subissent. Dire que la création d'un nouveau théâtre est une nouvelle révolte, reflète donc une réalité. Donner son avis sur la réalité ou agir sur celle-ci pour tenter de la modifier, c'est de la création. Cette création existe pour chaque être humain dès qu’il fait ses choix de vie, que ça soit du point de vue social, familial, économique ou également, politique.
Le théâtre est donc un art collectif qui exige le partage de l'analyse de la réalité entre tous. C'est également une série de rencontres, de confrontations avec d'autres ainsi qu'avec la réalité, si l'on prend le théâtre dans son acte de création.
La création est une suite d'actes posés par certains pour exprimer leur avis sur la réalité de nos jours, qui a provoqué chez l'un ou l'autre d'entre eux, une envie de création.
Le doute et les certitudes vont donner force à cet acte de création. Le doute que chaque être humain a dans sa possibilité d'agir à propos d'une réalité, le doute également sur le public, et enfin, le doute sur le fait que son opinion sur cette réalité est juste et bonne.
Il y a les certitudes : celle notamment de la volonté d'exister dans cette réalité et de la vivre. La certitude que faire du théâtre, ce n'est pas un choix mais la seule et unique manière de pouvoir réagir face à la réalité pour tous ceux dont la nature est de s'exprimer dans le moment présent par la parole et le corps. Le théâtre est donc un art vivant.

## Les vingt ans de célébrations de l'acteur et de sa marionnette
Le Créa-Théâtre a choisi de travailler sur le théâtre comme objet social en 1978. Avec une double ligne de conduite : tout d'abord, ne réaliser que des « créations-textes », c'est-à-dire en n'utilisant pas de textes déjà écrits. Ensuite, mettre tout en œuvre pour provoquer la création.
À l'époque, on estimait que pour l'enfance et l'adolescence, l'art n'était pas suffisamment présent dans les écoles, et donc il fallait redonner aux jeunes, l'envie de créer et d'imaginer. L'équipe du Créa-Théâtre a d'abord travaillé avec des matériaux divers, des objets, puis, sur le langage, et enfin, sur la musique.
Les artistes du théâtre ont beaucoup travaillé sur la sensorialité au premier degré, sur les matériaux : langage, corps, image et matière. Mais en 1981, ils sont passés à la marionnette. La marionnette ayant un côté attractif qui associe la matière et le langage. En donnant vie à une matière inerte, on fait exister quelque chose qui n'existait pas, en quelque sorte. Longtemps, les marionnettistes ont choisi de se cacher derrière le castelet (équipement qui sert généralement à cacher le ou les marionnettistes ainsi que les objets et les mécanismes nécessaires à la représentation)afin de mieux faire vivre la marionnette aux yeux du spectateur, mais la troupe du Créa-Théâtre a choisi, elle, de se donner à voir sur la scène en même temps que le personnage.
Parmi tous les spectacles, Le meilleur des rêves témoigne encore plus la vision généreuse. Le jeu à vue des comédiens portant les marionnettes illustre magnifiquement, dans ce spectacle, le rapport étrange entre l'acteur et son double, autrement dit, entre le manipulateur et le manipulé.

## L'esthétique de la marionnette
La recherche esthétique et graphique fascine beaucoup de personnes. Son approche du travail créatif vers l'enfance et les adultes séduit également parce que cela semble refléter la richesse de la littérature mondiale, les tendances théâtrales et la pédagogie du moment. Le choix du Créa-Théâtre pour la marionnette à tringle est une option pour l'action, la dynamique et la vivacité du spectacle. En utilisant ce type de marionnettes, il fait choix de personnages crédibles qui aident le spectateur à croire en l'histoire racontée parce que ces marionnettes ont la possibilité d'intervenir de manière stimulante et interactive.
L'art de la manipulation à vue est né dans les années 1980 en Europe occidentale. Le Créa-Théâtre fut donc précurseur dans cette nouvelle esthétique, ce qui permet d'élargir la créativité de l'artiste plastique qu'est le créateur mais aussi et surtout, l'imagination du spectateur qui doit projeter sa propre inventivité dans un matériel mort.
Dans le théâtre de marionnettes, la marionnette est le personnage de manière unique, spécialement conçu pour le rôle ; contrairement au théâtre d'acteurs, dans lequel on continue à voir l'acteur dans le personnage. Le Créa-Théâtre compte environ 400 marionnettes depuis sa création. Cela s'explique par la nécessité que s'impose le Créa-Théâtre de créer de nouvelles marionnettes pour chaque nouvelle œuvre théâtrale.

## Sources
- Michel Corvin, Dictionnaire encyclopédie du théâtre, Paris, éd. Bordas, 1981.
- Y. Coumans, F. Flabat, F. Houtteman, Marionnettes et théâtres de marionnettes en Belgique, Morlanwelz, éd. Lansman, 1983.
- M. Bernard, Les marionnettes, Paris, Ed. Gallimard, 1977.
- J. Florence, « L'apparition », in : Revue alternative, aspect du théâtre contemporain en Europe, article no 5, 1980.
- Henryk Jurkowski, Encyclopédie mondiale des arts de la marionnette, Montpellier, éd. L'Entretemps, 2009.
- Patrice Pavis, Dictionnaire du théâtre, Paris, éd. Sociales, 1980.
- D. Simon, Premiers chants, Morlanwelz, éd. Lansman, 1988.
- D. Simon, La moitié du monde, Morlanwelz, éd. Lasman, 1990.